# Lerm-et-Musset
Lerm-et-Musset (L'Èrm e Musset en gascon) est une commune du Sud-Ouest de la France, située dans le département de la Gironde en région Nouvelle-Aquitaine.
Ses habitants sont appelés les Lermois.

## Géographie

### Localisation
Située dans les Landes de Gascogne sur le Ciron entre Grignols et Captieux, la commune se trouve à 72 km au sud-est de Bordeaux, chef-lieu du département, à 28 km au sud-sud-est de Langon, chef-lieu d'arrondissement et à 12 km au sud-ouest de Grignols, ancien chef-lieu de canton.

### Communes limitrophes
Les communes limitrophes en sont Lavazan au nord, Marions au nord-est, Goualade au sud-est, Escaudes à l'ouest et Cudos au nord-ouest.
| Cudos    | Lavazan        | Marions  |
| Escaudes | Lerm-et-Musset |          |
|          |                | Goualade |

### Climat
Pour des articles plus généraux, voir Climat de la Nouvelle-Aquitaine et Climat de la Gironde.
Historiquement, la commune est exposée à un climat océanique aquitain.  
En 2020, Météo-France publie une typologie des climats de la France métropolitaine dans laquelle la commune est exposée à un climat océanique et est dans la région climatique  Aquitaine, Gascogne, caractérisée par une pluviométrie abondante au printemps, modérée en automne, un faible ensoleillement au printemps, un été chaud (19,5 °C), des vents faibles, des brouillards fréquents en automne et en hiver et des orages fréquents en été (15 à 20 jours).
Pour la période 1971-2000, la température annuelle moyenne est de 13 °C, avec une amplitude thermique annuelle de 14,9 °C. Le cumul annuel moyen de précipitations est de 872 mm, avec 11 jours de précipitations en janvier et 6,8 jours en juillet. Pour la période 1991-2020, la température moyenne annuelle observée sur la station météorologique la plus proche, située sur la commune de Cazats à 16 km à vol d'oiseau, est de 13,7 °C et le cumul annuel moyen de précipitations est de 825,5 mm,. Pour l'avenir, les paramètres climatiques de la commune estimés pour 2050 selon différents scénarios d’émission de gaz à effet de serre sont consultables sur un site dédié publié par Météo-France en novembre 2022.

## Urbanisme

### Typologie
Au 1er janvier 2024, Lerm-et-Musset est catégorisée commune rurale à habitat dispersé, selon la nouvelle grille communale de densité à sept niveaux définie par l'Insee en 2022.
Elle est située hors unité urbaine et hors attraction des villes,.

### Occupation des sols

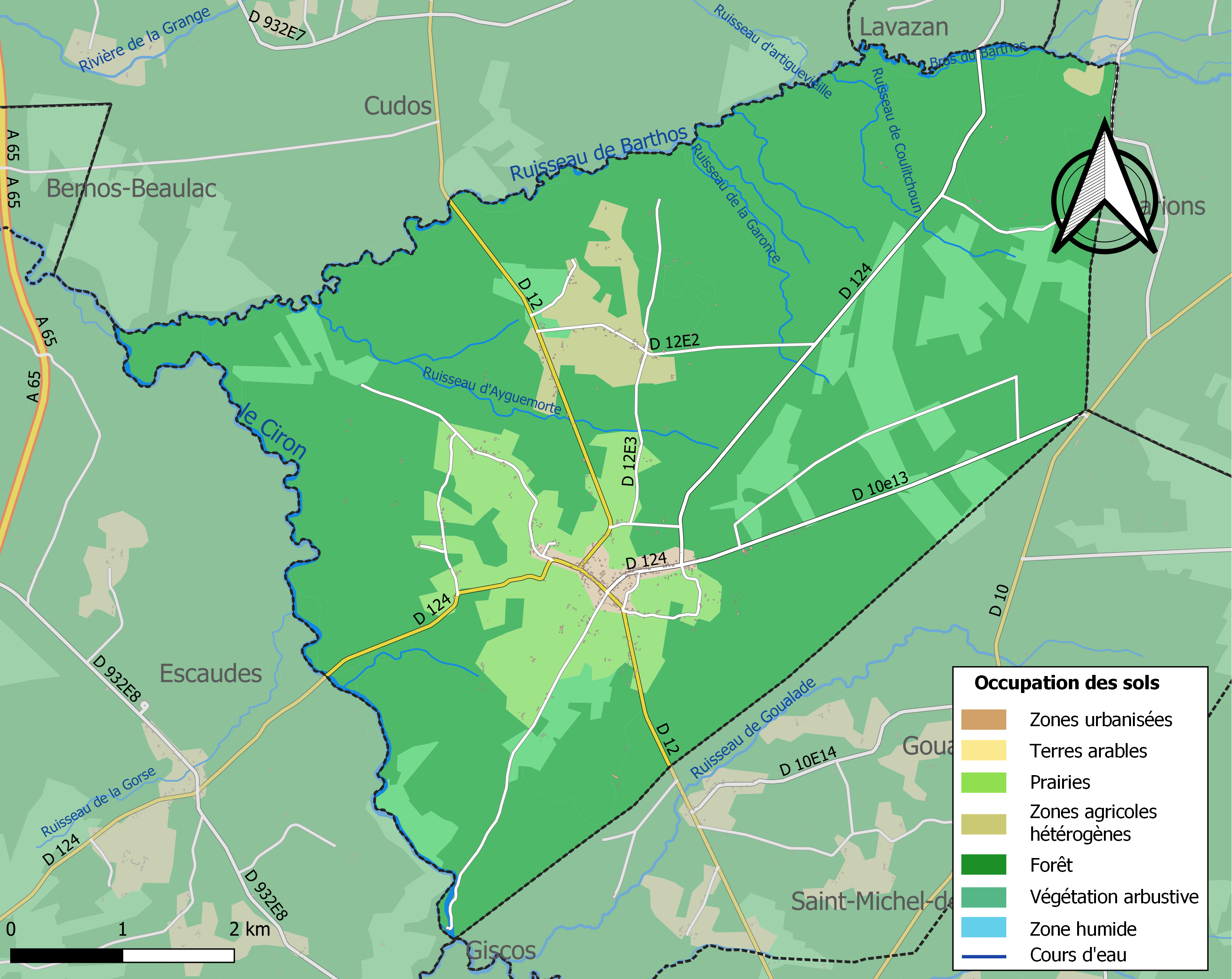
Carte des infrastructures et de l'occupation des sols de la commune en 2018 (CLC).

L'occupation des sols de la commune, telle qu'elle ressort de la base de données européenne d’occupation biophysique des sols Corine Land Cover (CLC), est marquée par l'importance des forêts et milieux semi-naturels (87 % en 2018), en augmentation par rapport à 1990 (85,1 %). La répartition détaillée en 2018 est la suivante : 
forêts (76,9 %), milieux à végétation arbustive et/ou herbacée (10,1 %), prairies (9 %), zones agricoles hétérogènes (2,9 %), zones urbanisées (1,1 %). L'évolution de l’occupation des sols de la commune et de ses infrastructures peut être observée sur les différentes représentations cartographiques du territoire : la carte de Cassini (XVIIIe siècle), la carte d'état-major (1820-1866) et les cartes ou photos aériennes de l'IGN pour la période actuelle (1950 à aujourd'hui).

### Voies de communication et transports
Les principales voies de communication routière sont la route départementale D12 qui mène vers le nord-nord-ouest à Bazas et vers le sud-est à Goualade, Saint-Michel-de-Castelnau puis vers l'est à Casteljaloux (Lot-et-Garonne), la route départementale D124 qui mène vers le nord-est à Lavazan et à la RD655 (Bazas à l'ouest, Grignols à l'est) et vers le sud-ouest à Captieux ; la route départementale D10e13 permet de rejoindre vers le nord-est la route départementale D10 qui mène à Grignols.
L'accès à l'autoroute A62 (Bordeaux-Toulouse) le plus proche est celui de  4 La Réole qui se situe à 26 km vers le nord-nord-est.

L'accès  1 Bazas à l'autoroute A65 (Langon-Pau) se situe à 16 km vers le nord-ouest.
La gare SNCF la plus proche est celle de Langon, sur la ligne Bordeaux - Sète du TER Nouvelle-Aquitaine, qui se situe à 28 km vers le nord-ouest.

### Risques majeurs
Le territoire de la commune de Lerm-et-Musset est vulnérable à différents aléas naturels : météorologiques (tempête, orage, neige, grand froid, canicule ou sécheresse), inondations, feux de forêts et séisme (sismicité très faible). Un site publié par le BRGM permet d'évaluer simplement et rapidement les risques d'un bien localisé soit par son adresse soit par le numéro de sa parcelle.
La commune a été reconnue en état de catastrophe naturelle au titre des dommages causés par les inondations et coulées de boue survenues en 1982, 1999, 2009 et 2020,.
Lerm-et-Musset est exposée au risque de feu de forêt. Depuis le 20 avril 2016, les départements de la Gironde, des Landes et de Lot-et-Garonne disposent d’un règlement interdépartemental de protection de la forêt contre les incendies. Ce règlement vise à mieux prévenir les incendies de forêt, à faciliter les interventions des services et à limiter les conséquences, que ce soit par le débroussaillement, la limitation de l’apport du feu ou la réglementation des activités en forêt. Il définit en particulier cinq niveaux de vigilance croissants auxquels sont associés différentes mesures,.

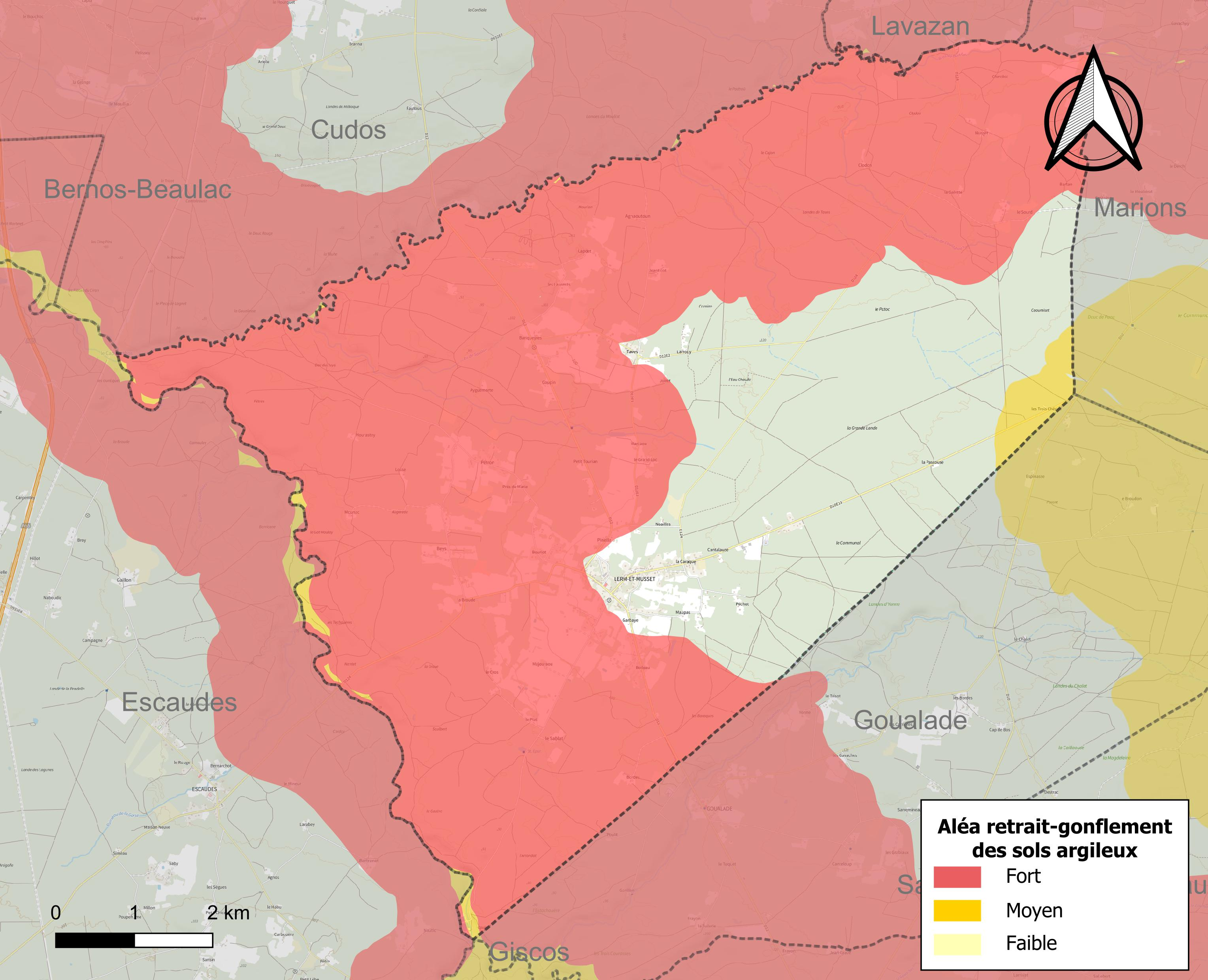
Carte des zones d'aléa retrait-gonflement des sols argileux de Lerm-et-Musset.

Le retrait-gonflement des sols argileux est susceptible d'engendrer des dommages importants aux bâtiments en cas d’alternance de périodes de sécheresse et de pluie. 72,6 % de la superficie communale est en aléa moyen ou fort (67,4 % au niveau départemental et 48,5 % au niveau national). Sur les 264 bâtiments dénombrés sur la commune en 2019, 134 sont en aléa moyen ou fort, soit 51 %, à comparer aux 84 % au niveau départemental et 54 % au niveau national. Une cartographie de l'exposition du territoire national au retrait gonflement des sols argileux est disponible sur le site du BRGM,.
Par ailleurs, afin de mieux appréhender le risque d’affaissement de terrain, l'inventaire national des cavités souterraines permet de localiser celles situées sur la commune.
Concernant les mouvements de terrains, la commune a été reconnue en état de catastrophe naturelle au titre des dommages causés par la sécheresse en 2003 et par des mouvements de terrain en 1999.

## Toponymie
Lerm signifie "la lande, le lieu désert" en gascon (dérivé du latin eremus avec l’agglutination de l’article) ; Musset pourrait désigner un éperon rocheux (gascon mus "museau").

## Histoire
À la Révolution, les paroisses Saint-Martin de Musset et Notre-Dame de Lerm forment la commune de Lerm-et-Musset.
Durant la Seconde Guerre mondiale, tous les villageois furent alignés dans la cour de l'école par la division Das Reich, la même qui perpétra le massacre d'Oradour-sur-Glane. À la suite d'un contre-ordre, les villageois furent épargnés.

## Politique et administration
| Période                                  | Période   | Identité          | Étiquette | Qualité                                              |
| ---------------------------------------- | --------- | ----------------- | --------- | ---------------------------------------------------- |
| 1936                                     | 1965      | André Darcos      | CNIP      | Conseiller général du Canton de Grignols (1958-1970) |
| 1965                                     | 2001      | Pierre Espagnet   | RPR       | Conseiller général du Canton de Grignols (1976-1994) |
| mars 2001                                | mars 2014 | Michel Darguence  | DVD       | Conseiller général du Canton de Grignols (2001-2008) |
| mars 2014                                | En cours  | Martine Lagardère | DVD       | Employée                                             |
| Les données manquantes sont à compléter. |           |                   |           |                                                      |

### Communauté de communes
Le 1er janvier 2014, la communauté de communes de Captieux-Grignols ayant été supprimée, la commune de Lerm-et-Musset s'est retrouvée intégrée à la communauté de communes du Bazadais siégeant à Bazas.

## Démographie
L'évolution du nombre d'habitants est connue à travers les recensements de la population effectués dans la commune depuis 1793. Pour les communes de moins de 10 000 habitants, une enquête de recensement portant sur toute la population est réalisée tous les cinq ans, les populations de référence des années intermédiaires étant quant à elles estimées par interpolation ou extrapolation. Pour la commune, le premier recensement exhaustif entrant dans le cadre du nouveau dispositif a été réalisé en 2008.

En 2022, la commune comptait 491 habitants, en évolution de +0,82 % par rapport à 2016 (Gironde : +6,91 %, France hors Mayotte : +2,11 %).
| 1793 | 1800 | 1806 | 1821 | 1831 | 1836 | 1841 | 1846 | 1851 |
| ---- | ---- | ---- | ---- | ---- | ---- | ---- | ---- | ---- |
| 783  | 785  | 826  | 805  | 947  | 851  | 823  | 912  | 820  |

| 1856 | 1861 | 1866 | 1872 | 1876 | 1881 | 1886 | 1891 | 1896 |
| ---- | ---- | ---- | ---- | ---- | ---- | ---- | ---- | ---- |
| 825  | 880  | 943  | 820  | 796  | 828  | 797  | 853  | 846  |

| 1901 | 1906 | 1911 | 1921 | 1926 | 1931 | 1936 | 1946 | 1954 |
| ---- | ---- | ---- | ---- | ---- | ---- | ---- | ---- | ---- |
| 863  | 818  | 824  | 719  | 746  | 665  | 652  | 621  | 552  |

| 1962 | 1968 | 1975 | 1982 | 1990 | 1999 | 2006 | 2008 | 2013 |
| ---- | ---- | ---- | ---- | ---- | ---- | ---- | ---- | ---- |
| 529  | 454  | 400  | 360  | 360  | 399  | 444  | 457  | 488  |

| 2018 | 2022 | - | - | - | - | - | - | - |
| ---- | ---- | - | - | - | - | - | - | - |
| 477  | 491  | - | - | - | - | - | - | - |

## Économie
Production de maïs et pisciculture. Exploitation forestière, artisanat.

## Lieux et monuments
- Église Notre-Dame de Lerm dans le bourg principal de la commune.
- Église Saint-Martin au lieu-dit Musset, au nord du territoire communal, abandonnée et ruinée.

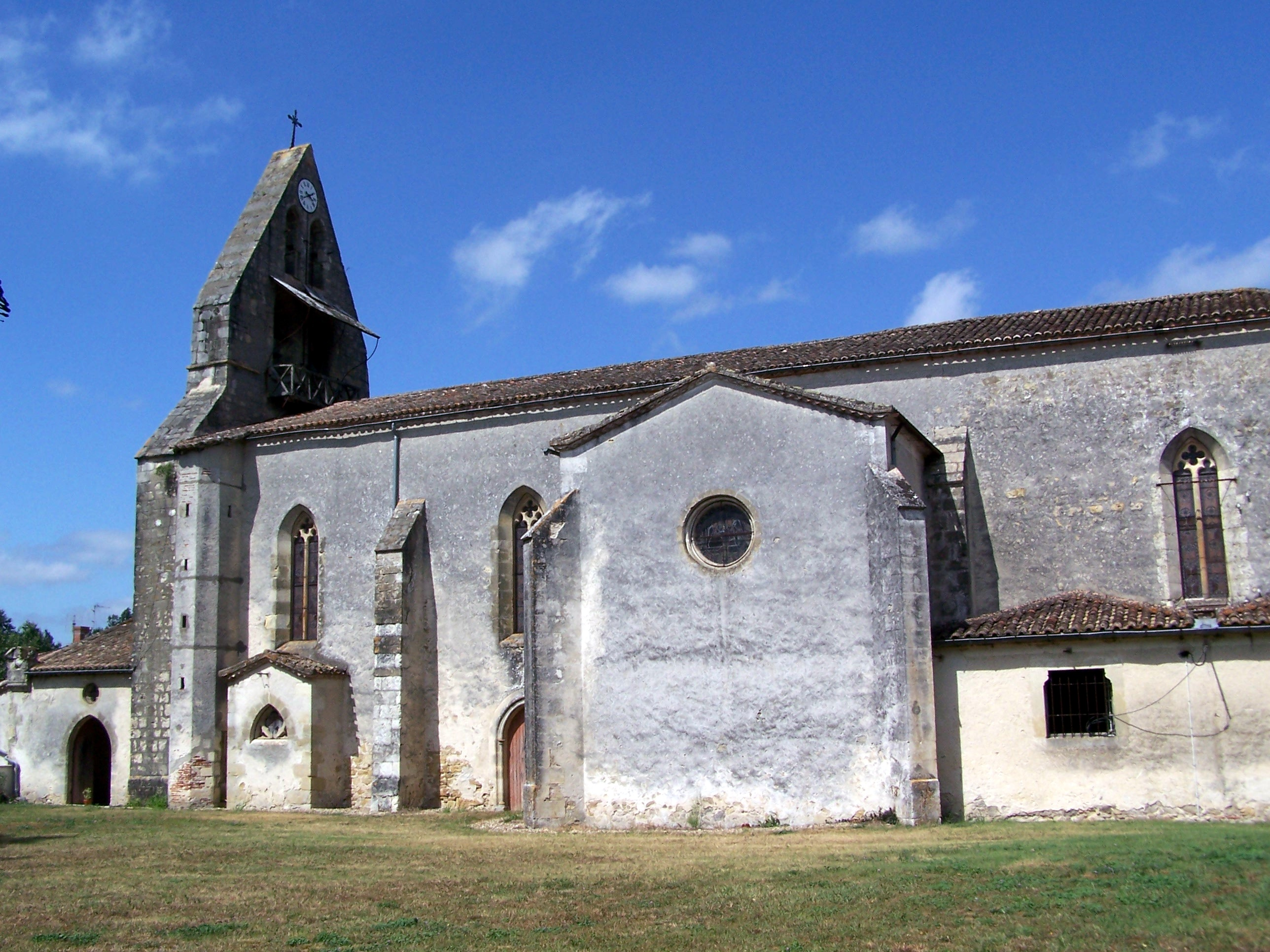
Vue sud de l'église Notre-Dame de Lerm (août 2012)
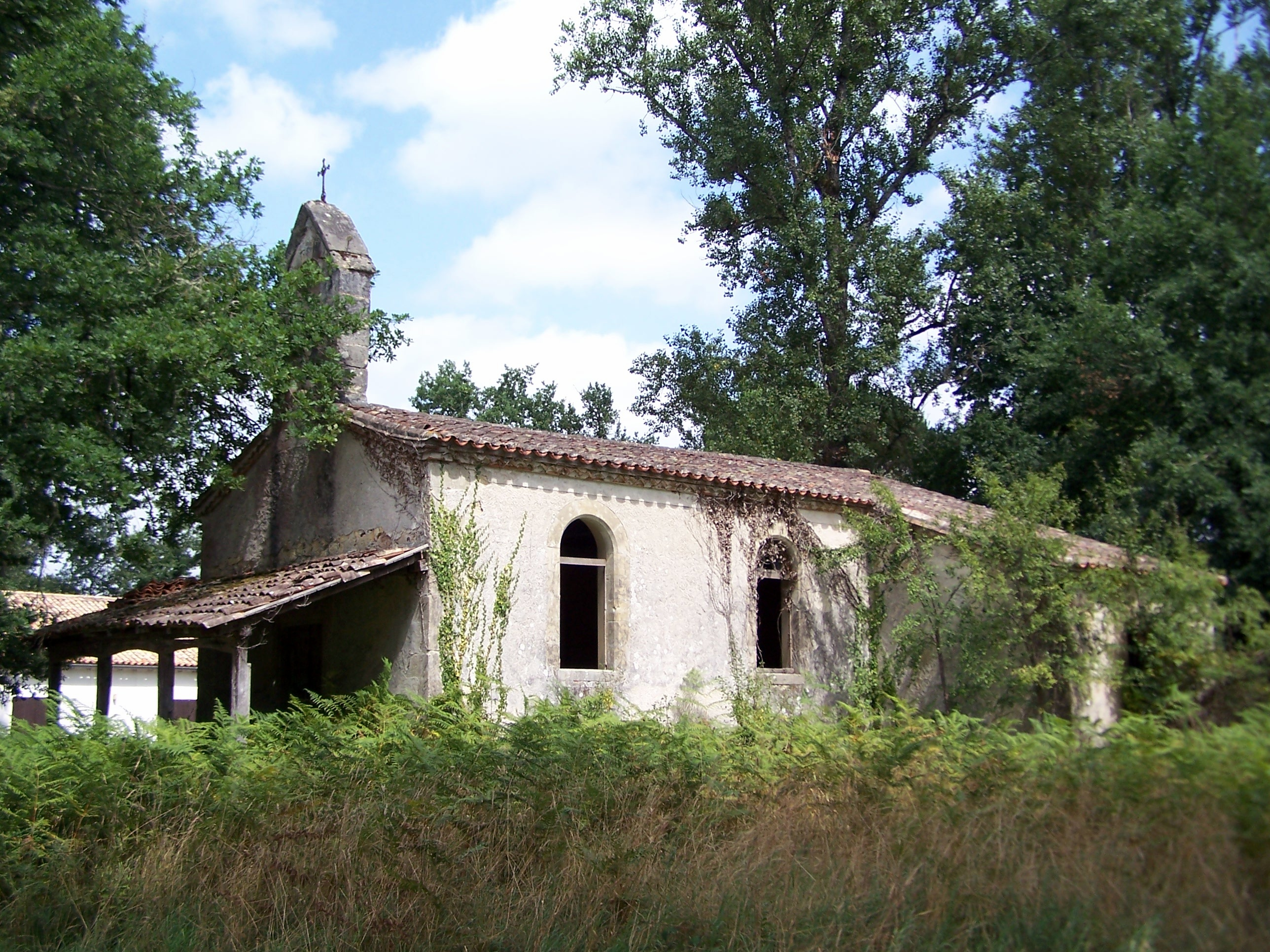
L'église Saint-Martin de Musset, abandonnée (août 2012)
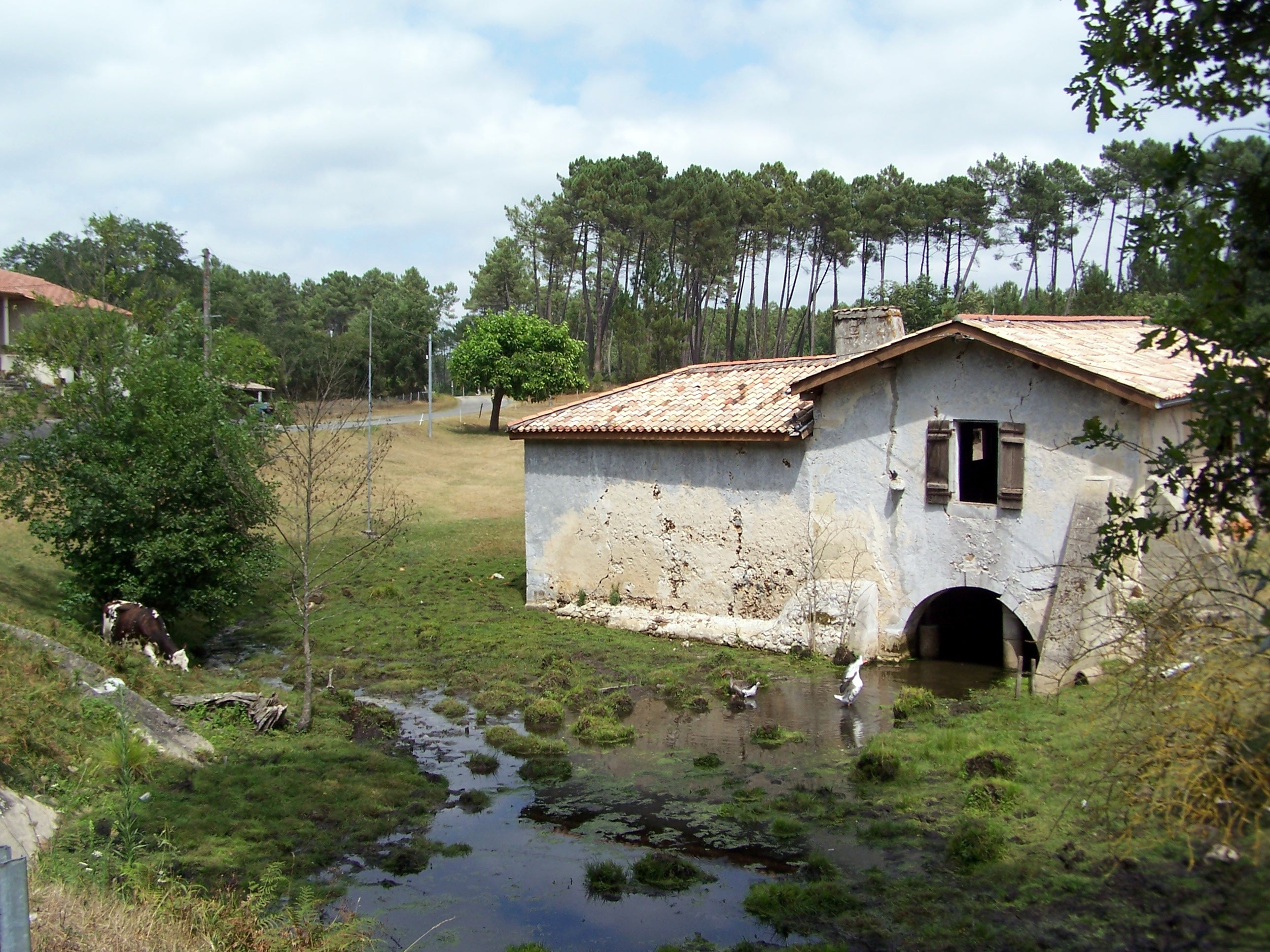
Ancien moulin à eau au lieu-dit Musset (août 2012)
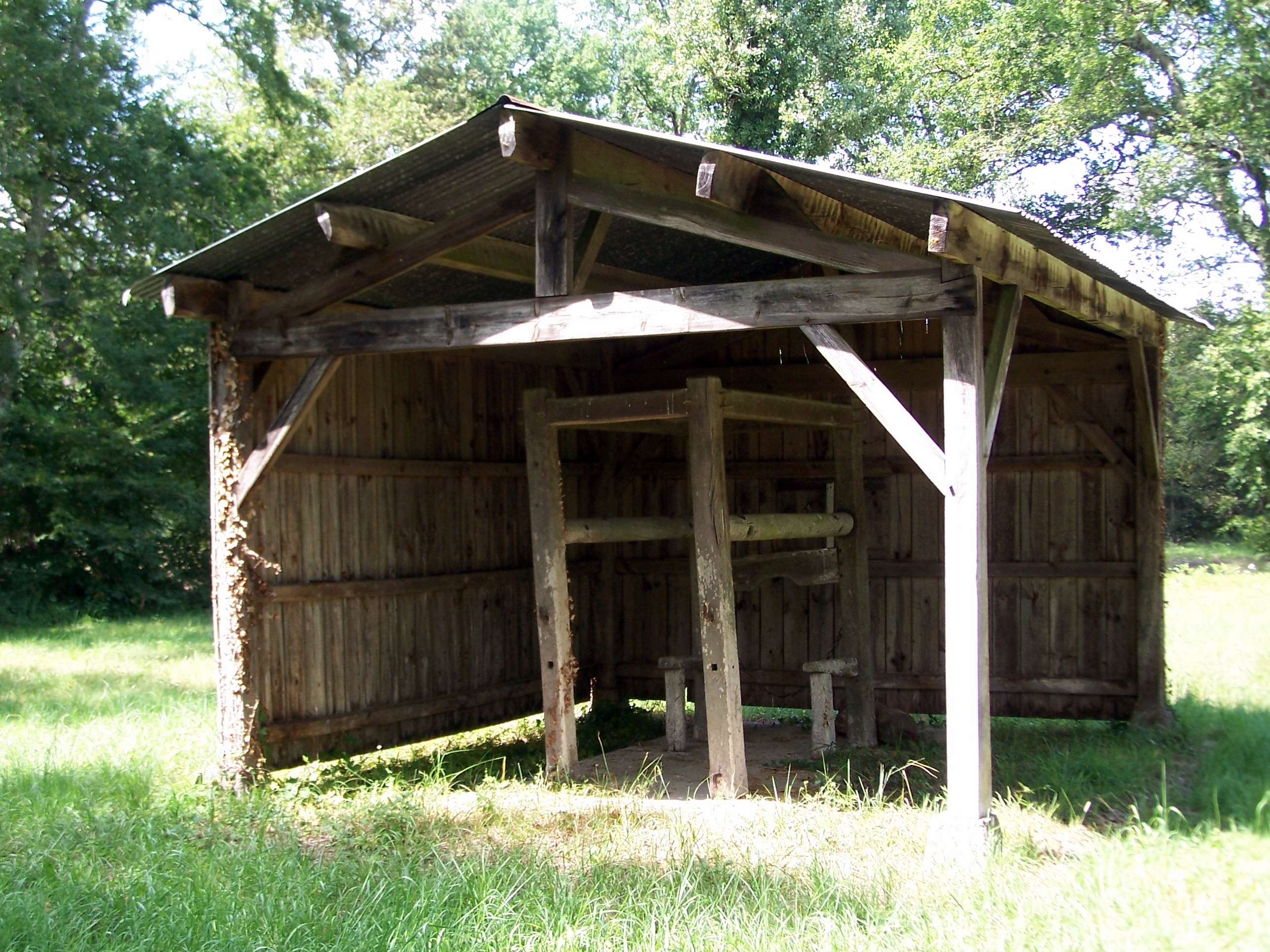
Travail de ferrage au bourg (août 2012)
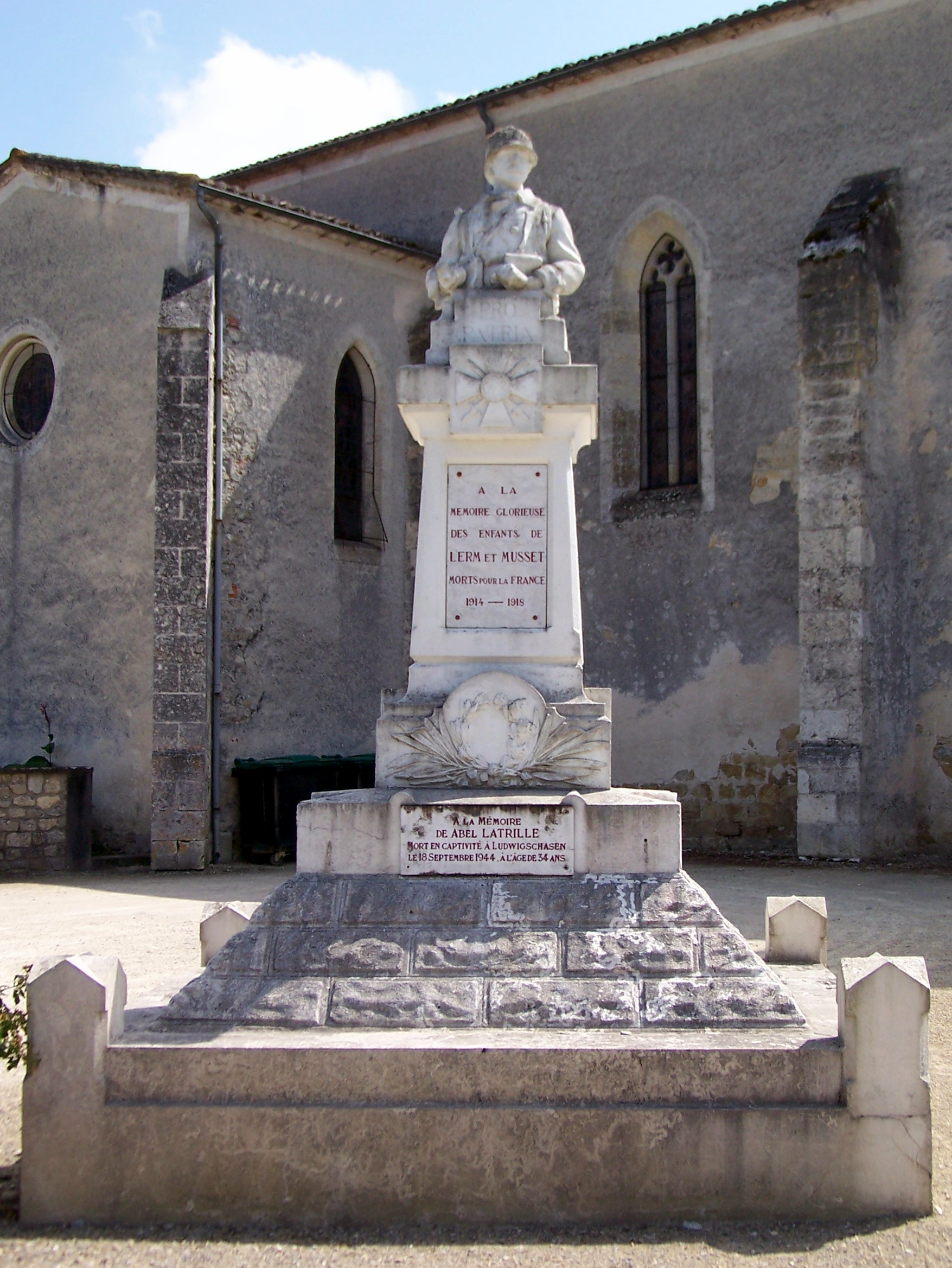
Le monument aux morts devant l'église Notre-Dame (août 2012)